# Sierakowo (powiat mogileński)
Sierakowo – wieś w Polsce położona w województwie kujawsko-pomorskim, w powiecie mogileńskim, w gminie Jeziora Wielkie.

## Podział administracyjny
Wieś królewska położona w II połowie XVI wieku w powiecie kruszwickim województwa brzeskokujawskiego, należała do starostwa kruszwickiego. W latach 1975–1998 miejscowość należała administracyjnie do województwa bydgoskiego.

## Demografia
Według Narodowego Spisu Powszechnego (III 2011 r.) liczyła 67 mieszkańców. Jest 21. co do wielkości miejscowością gminy Jeziora Wielkie.